# Danielle Korbmacher
Daniëlle Korbmacher (Nijmegen, 19 mei 1974) is een voormalig Nederlands voetbalster. Gedurende haar actieve loopbaan, van 1993 tot 2000, speelde Korbmacher voor verschillende clubs in Nederland en de Verenigde Staten waar zij met Hartford Hawks in 1999 de NCAA Tournament en America East Tournament won.

## Loopbaan
Korbmacher begon haar voetbalcarrière op 16 jarige leeftijd. Vervolgens maakte zij in 1998 de overstap naar de Verenigde Staten, waar ze uitkwam voor Hartford Hawks. Daar werd zij in 1999 uitgeroepen tot Conference player of the year.
Na twee seizoenen in Amerika moest zij onverhoopt haar loopbaan afsluiten door een ernstige blessure.

## Interlandcarrière
Op 14 maart 1995 maakte Korbmacher haar debuut in het Nederlands vrouwenelftal in een wedstrijd tegen Noorwegen. In totaal speelde ze zestien interlands, waarin ze zeven keer wist te scoren.